# Jenny esküvője
A Jenny esküvője (eredeti cím: Jenny's Wedding) 2015-ben bemutatott amerikai romantikus filmvígjáték-dráma, melynek forgatókönyvírója, rendezője és producere Mary Agnes Donoghue. A főbb szerepekben Katherine Heigl, Alexis Bledel, Tom Wilkinson, Linda Emond és Grace Gummer látható.
Az LMBT témájú film egy nagyvárosban élő leszbikus nőről szól, aki hazatérve konzervatív családjának szeretné bemutatni szíve választottját – egy másik nőt.
Az Amerikai Egyesült Államokban 2015. július 31-én került mozikba az IFC Films forgalmazásában.

## Szereplők
| Színész           | Szerep                   | Magyar hang     |
| ----------------- | ------------------------ | --------------- |
| Katherine Heigl   | Jennifer "Jenny" Farrell | Mezei Kitty     |
| Alexis Bledel     | Kitty Friedman           | Dögei Éva       |
| Tom Wilkinson     | Eddie Farrell            | Forgács Gábor   |
| Linda Emond       | Rose Farrell             | Vándor Éva      |
| Grace Gummer      | Anne Farrell             | Bognár Anna     |
| Matthew Metzger   | Michael Farrell          | Markovics Tamás |
| Houston Rhines    | Frankie                  | Szabó Máté      |
| Cathleen O'Malley | Lorraine Farrell         | Gyarmati Laura  |
| Sam McMurray      | Denny O'Leary            | Beratin Gábor   |
| Diana Hardcastle  | Ellen O'Leary            | Halász Aranka   |

## Fordítás
- Ez a szócikk részben vagy egészben  a   Jenny's Wedding című angol Wikipédia-szócikk fordításán alapul.  Az eredeti cikk szerkesztőit annak laptörténete sorolja fel. Ez a jelzés csupán a megfogalmazás eredetét és a szerzői jogokat jelzi, nem szolgál a cikkben szereplő információk forrásmegjelöléseként.